# Enclos de Loëns
L'enclos de Loëns était un ensemble de bâtiments dépendant du chapitre cathédral, qui réunissait, à l'extérieur du cloître, un cellier, un grenier, une prison et un four banal. Dans cet enclos, étaient stockés les dîmes et fermages versés en nature, et emprisonnés les condamnés de la justice ecclésiastique.

Le cellier a été classé monument historique en 1862.

## Histoire
À la fin du XIIe siècle, le polyptyque de l'église Notre-Dame de Chartres décrit l'enclos de Loëns. Propriété du chapitre, il s'organise en de nombreux espaces (bâtiments, greniers, cours, caves…) destinés au stockage du vin, des grains et des divers produits des dîmes et des fermages du chapitre. On trouve aussi, dans l'enclos, des prisons où sont enfermées les personnes ayant commis des méfaits sur les terres du chapitre. L'accès à la salle souterraine (le cellier de Loëns actuel) se fait par une rampe, alors que le grenier se situe au niveau des charrettes et des chariots qui apportent les produits à stocker. Les sols actuels se trouvent donc à plus de 1,50 mètre au-dessus du sol médiéval.
Durant la Révolution les vocations du cellier et du grenier sont conservés. Ils servent toutefois essentiellement de magasin militaire puis, plus généralement, de lieu d'entrepôt de diverses marchandises. Plus tard, les espaces s'ouvrent à des manifestations publiques exceptionnelles. Au début du XXe siècle, les frères Lumière y présentent plusieurs de leurs films. Les lieux, servant de prison au chapitre, conservent cette fonction jusqu'en 1800, les membres de la fameuse bande d'Orgères y furent incarcérés.

### Étymologie
Deux hypothèses ont été avancées pour l'origine du mot « Loêns » : l'une attribue sa filiation à l'ancien français « loeis » (loyer), l'autre le rattache au mot germanique ou nordique signifiant la « grange ».

### Architecture du cellier
L'architecture gothique de cette salle souterraine est remarquable. Trois nefs égales présentent trois travées de 21 croisées d'ogives, soutenues par 12 colonnes à chapiteaux et 20 consoles s'appuyant sur les murs.

Colonnes, consoles et croisées d'ogives du cellier de Loëns
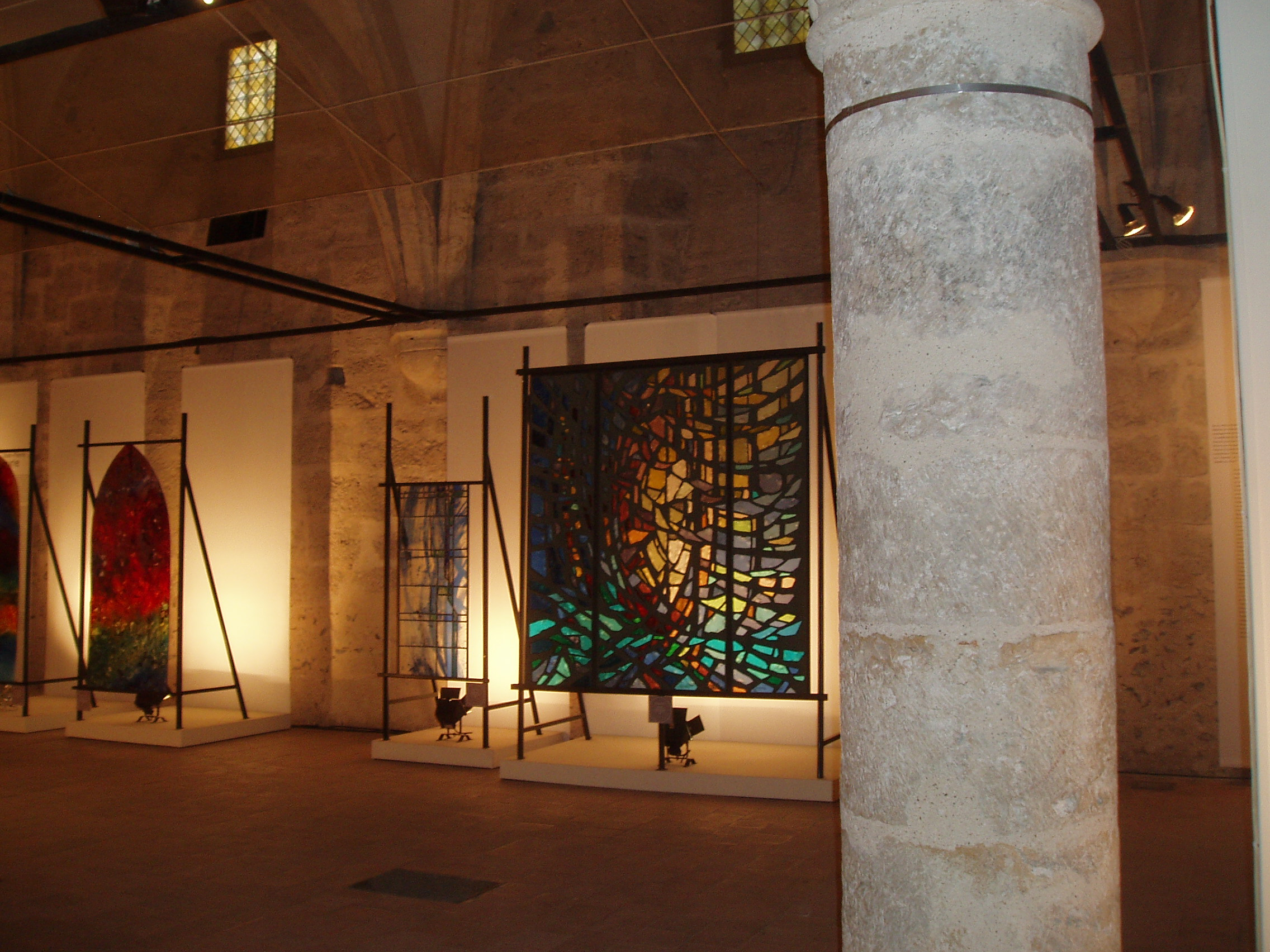
Colonne et console.
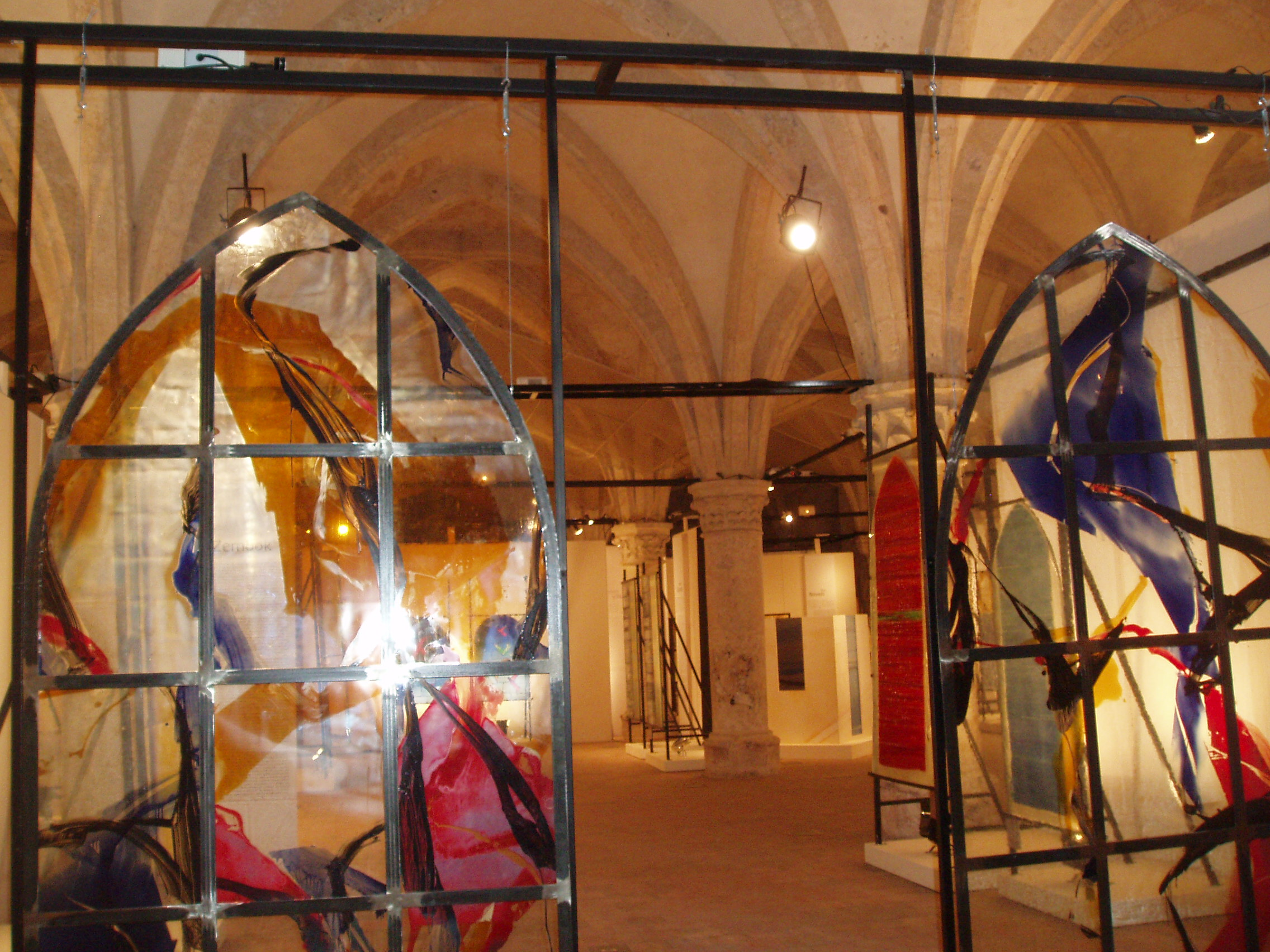
Colonnes et croisées d'ogives.

## Aujourd'hui
Ce lieu est devenu la propriété de la ville en 1976. L'espace, restauré, est mis à la disposition de l'association Centre international du vitrail, dont la vocation est de promouvoir le vitrail contemporain.